# Partido judicial de Lerma
El partido judicial de Lerma es una comarca de la provincia de Burgos en Castilla y León (España). Se sitúa al suroeste de la provincia.

## Geografía
El partido de Lerma era uno de los doce que formaban la actual provincia creada en catorce; lindaba al norte con los de Castrojeriz y de Burgos; al sur con los de Roa y de Aranda; al este con el de Salas y al oeste con la provincia de Palencia. Coincide sustancialmente con la actual comarca del Arlanza.

## Partido Judicial
El Partido Judicial de Lerma, se crea originariamente en el año año 1834, estando formado por  74 pueblos  que coinciden con sus  74 municipios, con una población de 15.627 habitantes. 

## Paulatina reducción del número de municipios

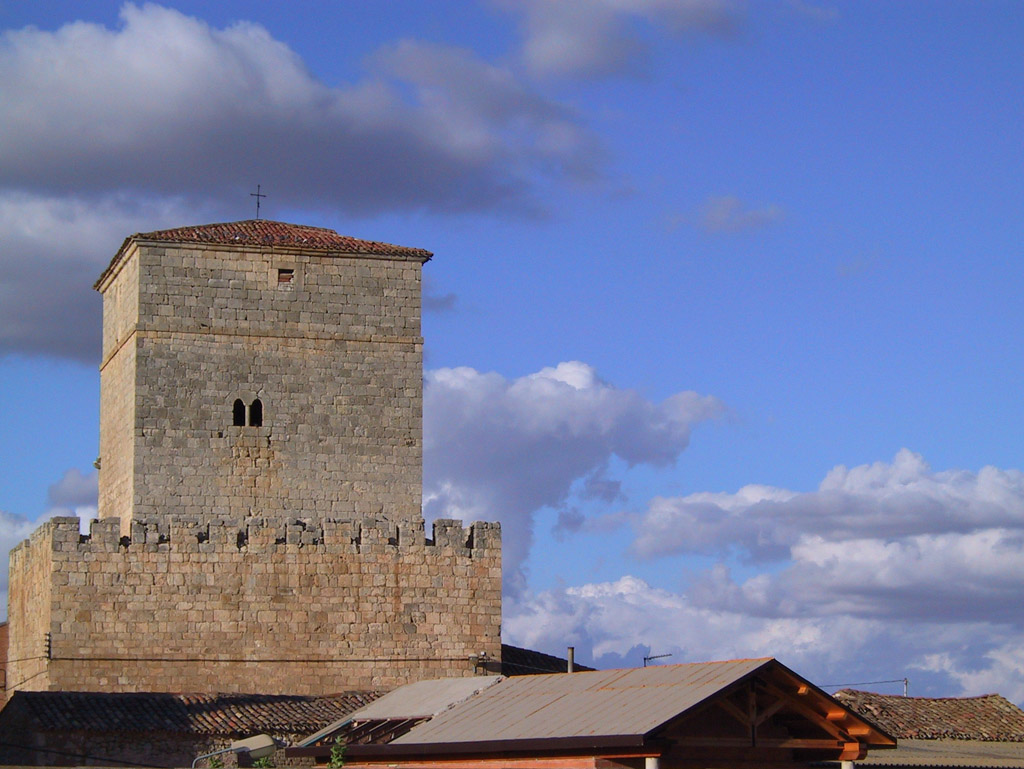
Torre medieval de Torrecitores

Antes de 1858 quedan suprimidos 21 municipios, quedando 53 ayuntamientos con 29.327 habitantes, correspondiendo 2.327 a la cabeza de partido. Los municipios suprimidos figuran el la siguiente relación: 
| #  | Ayuntamiento          | habitantes | Se agrega a           | Municipio actual                 |
| -- | --------------------- | ---------- | --------------------- | -------------------------------- |
| 1  | Barriosuso            | 62         | Santibáñez del Val    | Santibáñez del Val               |
| 2  | Báscones              | 13         | Quintanilla del Agua  | Quintanilla del Agua y Tordueles |
| 3  | Briongos              | 140        | Ciruelos de Cervera   | Ciruelos de Cervera              |
| 4  | Castroceniza          | 210        | Quintanilla del Coco  | Quintanilla del Coco             |
| 5  | Guimara               | 68         | Fontioso              | Fontioso                         |
| 6  | Iglesiarrubia         | 144        | Avellanosa de Muñó    | Iglesiarrubia                    |
| 7  | Mazariegos            | 34         | Mecerreyes            | Mecerreyes                       |
| 8  | Montuenga             | 165        | Madrigalejo del Monte | Madrigalejo del Monte            |
| 9  | Paúles del Agua       | 132        | Avellanosa de Muñó    | Avellanosa de Muñó               |
| 10 | Pinedillo             | 43         | Avellanosa de Muñó    | Avellanosa de Muñó               |
| 11 | Rabé de los Escuderos | 127        | Lerma                 | Lerma                            |
| 12 | Retortillo            | 26         | Torrepadre            | Torrepadre                       |
| 13 | Revenga               | 196        | Villaverde del Monte  | Villaverde del Monte             |
| 14 | Ruyales del Agua      | 173        | Lerma                 | Lerma                            |
| 15 | Santillán             | 34         | Lerma                 | Lerma                            |
| 16 | Santibáñez de Esgueva | 285        | Cabañes de Esgueva    | Santibáñez de Esgueva            |
| 17 | Tornadijo             | 160        | Madrigal del Monte    | Madrigal del Monte               |
| 18 | Torrecitores          | 68         | Avellanosa de Muñó    | Avellanosa de Muñó               |
| 19 | Ura                   | 142        | Retuerta              | Covarrubias                      |
| 20 | Villafuertes          | 271        | Villangómez           | Villangómez                      |
| 20 | Villoviado            | 119        | Revilla Cabriada      | Lerma                            |

## Nuevos Municipios
Santibáñez de Esgueva, segregado de Cabañes de Esgueva e Iglesiarrubia, segregado de Avellanosa de Muñó.

## Situación Actual
En el año 2008 estaba formado por 44 municipios, a su vez subdividido en Entidades Locales Menores adscritas a los municipios de Avellanosa de Muñó , Fontioso , Lerma , Madrigal del Monte , Madrigalejo del Monte , Quintanilla del Coco , Santibáñez del Val , Villangómez y Villaverde del Monte . La relación completa se encuentra en el Anexo:Partido de Lerma:
| - Avellanosa de Muñó - Belbimbre - Cebrecos - Ciadoncha - Cilleruelo de Abajo - Cilleruelo de Arriba - Covarrubias - Cuevas de San Clemente - Fontioso - Iglesiarrubia - Lerma | - Madrigal del Monte - Madrigalejo del Monte - Mahamud - Mazuela - Mecerreyes - Nebreda - Olmillos de Muñó - Peral de Arlanza - Pineda Trasmonte - Presencio - Puentedura | - Quintanilla de la Mata - Quintanilla del Agua y Tordueles - Quintanilla del Coco - Retuerta - Royuela de Río Franco - Santa Cecilia - Santa Inés - Santa María del Campo - Santibáñez del Val - Solarana - Tejada | - Tordómar - Torrecilla del Monte - Torrepadre - Villafruela - Villahoz - Villalmanzo - Villamayor de los Montes - Villangómez - Villaverde del Monte - Villaverde-Mogina - Zael |